# Tritonal

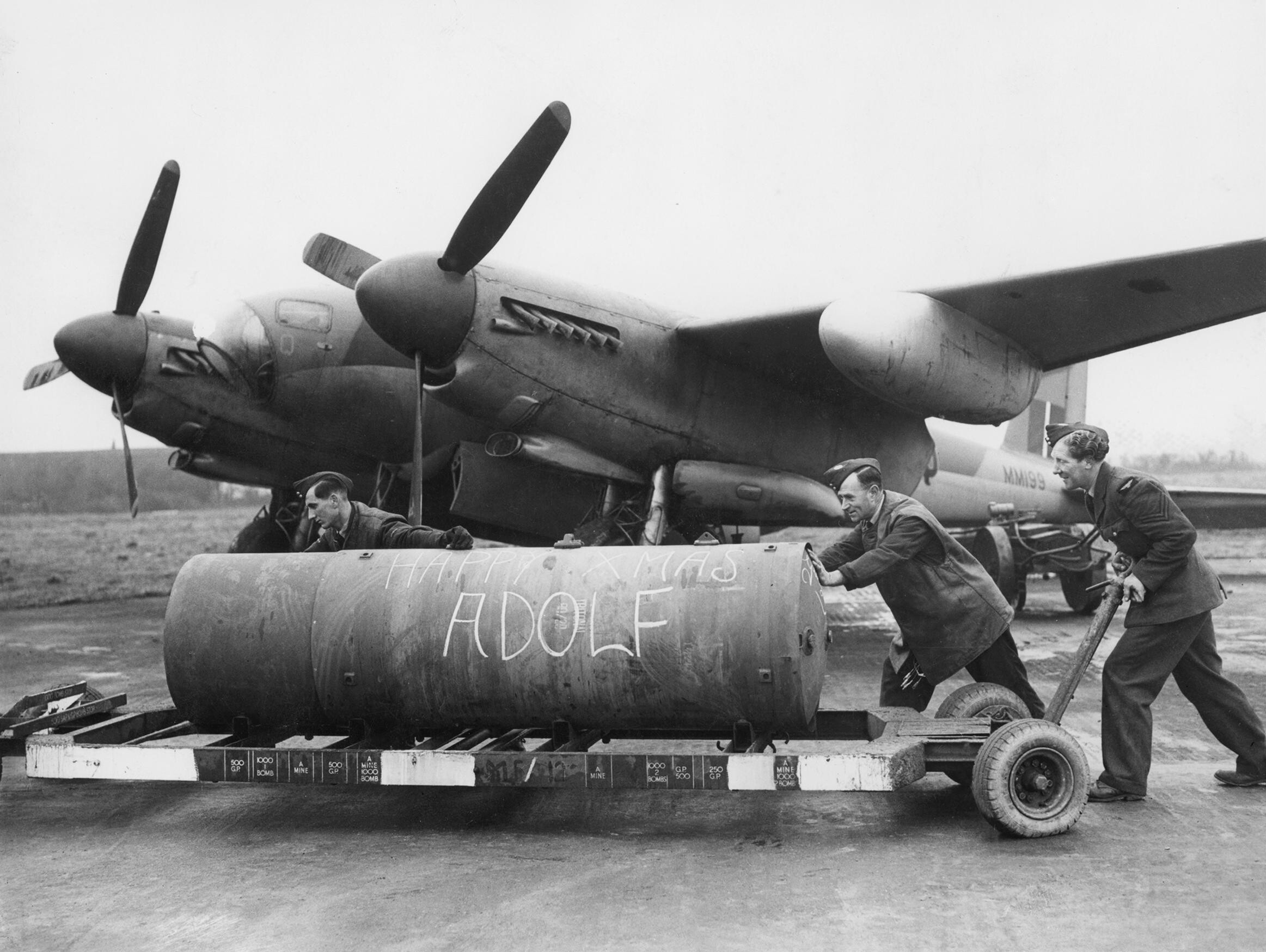
La imagen corresponde a un artefacto explosivo que usa tritonal

Tritonal es una mezcla de 80% de TNT y 20% de polvo de aluminio, usado en varios tipos de artefactos explosivos como bombas lanzadas desde el aire. El aluminio mejora la producción total de calor y por lo tanto, el impulso de TNT - la longitud de tiempo durante el cual la onda expansiva es positiva. El Tritonal es aproximadamente 18% más potente que el TNT solo.
Los 87 kg de tritonal en una bomba Mark 82 pueden producir aproximadamente 836,98 MJ de energía.